# Morane-Saulnier L
Morane-Saulnier L – francuski jedno lub dwumiejscowy samolot wielozadaniowy, używany jako zwiadowczy, a później także myśliwski, w konfiguracji parasol, zbudowany przez Aéroplanes Morane-Saulnier w 1914 roku i używany w początkowym okresie I wojny światowej.
Morane-Saulnier L był pierwszym samolotem, w którym zastosowano karabin maszynowy strzelający poprzez tarczę śmigła według pomysłu Saulniera i Rolanda Garrosa. Bardzo dobre parametry maszyny stały się przyczynkiem do znacznego postępu w dziedzinie konstrukcji myśliwców ze zsynchronizowanymi karabinami i szybkim zastąpieniu maszyny przez nowsze rozwiązania.

## Historia
Morane-Saulnier L został opracowany w 1913 r. przez Léona Morane na podstawie wcześniejszego modelu G i został wyposażony w nowe skrzydła typu parasol, umieszczone ponad kadłubem na zastrzałach. Konfiguracja ta została przetestowana na maszynach modelu G, które normalnie posiadały skrzydła przymocowane do górnej części kadłuba. Przekrój kadłuba miał kształt prostokąta zwężającego się ku ogonowi, na którego końcu zainstalowano statecznik pionowy i stery wysokości. Kształt zarówno statecznika jak i sterów był trudny do określenia ze względu na to, że zmieniały się one z biegiem czasu, gdyż próbowano nadać im optymalną formę. Zamówienie na pierwsze 50 egzemplarzy złożył rząd Turcji, ale ze względu na wybuch wojny trafiły one do eskadr MS-23 i MS-26 lotnictwa francuskiego Aviation Militaire jako MS.3.
60 samolotów zostało wyprodukowanych na licencji przez niemieckie zakłady Pfalz-Flugzeugwerke, pod oznaczeniem Pfalz A.I i A.II dla lotnictwa bawarskiego. Napędzane były silnikami rotacyjnymi Oberursel o mocy 80 KM (A.I) lub 100 KM (A.II). Nieliczne z nich zmodyfikowano później jako myśliwce Pfalz E.III. Około 450 samolotów Morane-Saulnier L zbudowały na licencji rosyjskie zakłady Duks i Lebied.

## Użycie bojowe
Dwuosobowy Morane-Saulnier L był przeznaczony do roli nieuzbrojonego samolotu rozpoznawczego. Przebudowa samolotu na myśliwiec miała miejsce w grudniu 1914 roku, gdy służący we francuskiej Escadrille 23, przyszły as myśliwski Roland Garros we współpracy z Raymondem Saulnierem uzbroił samolot w jeden karabin maszynowy Hotchkiss kalibru 7,9 mm zainstalowany na obudowie silnika tuż przed pilotem, dodając w newralgicznych miejscach na łopatach śmigła stalowe kliny odbijające pociski. Pierwsze praktyczne umieszczenie karabinu maszynowego strzelającego poprzez śmigło było dużym krokiem naprzód w konstrukcji samolotów myśliwskich, prowadząc następnie do skonstruowania udanych synchronizatorów, pozwalając na budowanie uzbrojonych maszyn ze śmigłem ciągnącym, a nie jak do tej pory pchającym, w których obserwator wyposażony w karabin maszynowy siedział w gondoli przed pilotem tak jak w maszynie Vickers FB.5. Stosowano również inne rozwiązania polegające na montowaniu karabinów poza zasięgiem śmigła, tak jak w maszynach Nieuport 11 czy Caproni Ca.20.
Pierwszy lot bojowy samolotu Morane-Saulnier L z usprawnionym karabinem miał miejsce w marcu 1915 roku. W kolejnym miesiącu Garros zestrzelił trzy wrogie maszyny, ale już 18 kwietnia jego samego zmuszono do lądowania po niemieckiej stronie frontu i samolot został przechwycony, zanim Garros zdążył go spalić. Wkrótce pojawił się pierwszy niemiecki myśliwiec Fokker E.I wyposażony w synchronizator karabinu maszynowego. Pierwszą ofiarą Fokkera padł, zbiegiem okoliczności, właśnie Morane-Saulnier L zestrzelony 1 lipca 1915 przez porucznika Kurta Wintgensa.
Łącznie zbudowano około 600 egzemplarzy, które były wykorzystywane także przez brytyjskie Royal Flying Corps i Royal Naval Air Service, a także carskie lotnictwo rosyjskie, które posiadało maszyny z podwoziem wyposażonym w narty.
Morane-Saulnier L był pierwszym samolotem, który przerwał panowanie w powietrzu Zeppelinów. Pilotowany przez Reginalda Warneforda samolot 7 czerwca 1915 zrzucił 6 bomb na powracający z rajdu na Calais sterowiec oznaczony numerem LZ 37 wywołując przy pomocy ostatniej z nich gwałtowny pożar statku powietrznego i eksplozję. Wybuch przewrócił samolot Warneforda powodując zatrzymanie silnika, co zmusiło pilota do awaryjnego lądowania poza linią frontu. Po 35 minutach Warnefordowi udało się naprawić silnik i wrócić do bazy. Wrak sterowca spadł na ziemię niedaleko Gandawy w Belgii.

## Wersje rozwojowe
- Morane-Saulnier LA – odmiana wersji L z karabinem w kabinie obserwatora. Wersja ta była przejściową między odmianą L a Morane-Saulnier P i została zbudowana w niewielkiej liczbie 24 egzemplarzy dla Royal Flying Corps. Kilka z nich było również wykorzystywanych przez lotnictwo Rosji, a jeden egzemplarz trafił do armii francuskiej.
- Morane-Saulnier G (1915) – chociaż samolot odmiany L jest wersją rozwojową odmiany G, to kilka ostatnich maszyn serii można uznać za wersje rozwojowe serii L. Wyposażono je w strzelający przez śmigło karabin maszynowy i osłony łopat śmigła jak w maszynie Rolanda Garrosa. Tylko nieliczne egzemplarze tej wersji napędzane silnikiem rotacyjnym Rhône o mocy 80 KM trafiło do służby w lotnictwie francuskim.